# Bidet breton
Vous lisez un « bon article » labellisé en 2015.
Le bidet breton est un type de bidet, petit cheval élevé en Bretagne. Caractérisé par sa capacité à se déplacer à l'amble, élevé pour sa force de travail, le bidet est présent dès le Ve siècle. Au Moyen Âge, il est peut-être croisé avec des chevaux orientaux ramenés par la maison de Rohan. Très répandu en Bretagne jusqu'au milieu du XIXe siècle, il sert à tous les travaux qui demandent un cheval de peu de valeur. Les haras nationaux français luttent contre cet élevage. Les transports se modernisent au XIXe siècle, rendant le cheval de trait plus recherché. Le bidet breton disparaît à l'orée du XXe siècle.
Ces petits chevaux, toisant 1,30 m à 1,45 m, portent une robe généralement alezane. Réputés laids, ils disposent en contrepartie d'une grande endurance et d'une résistance proverbiale à l'effort. Les bidets servent essentiellement à la selle ou au bât, mais certains sont connus pour leur utilisation en course. Ils sont élevés dans le sud et le centre de la Bretagne, près de Briec, de Carhaix, de Loudéac, et sur le littoral du Morbihan.

## Histoire
Le bidet breton a la particularité d'aller l'amble, ce qui lui a valu le nom de « bidet d'allures » tout au long de son histoire. Le mot breton pour désigner un bidet ambleur est inkané (incâne selon l'orthographe ancienne).

### Origine
Le bidet breton semble avoir été utilisés par les guerriers celtes qui ont occupé l'Armorique dans l'Antiquité : d'après le commandant Saint-Gal de Pons, les Celtes ont migré avec de petits chevaux à la robe primitive (isabelle ou souris avec raie de mulet), qui forment la souche du bidet breton. Une croyance populaire, accréditée par plusieurs érudits, voudrait que ces bidets descendent de chevaux arabes ramenés des croisades,, mais quelques sources évoquent la présence de bidets de course allant l'amble avant cette époque. En 880, l'abbé de Landévennec Gurdisten cite dans le cartulaire de Landévennec une course à l'amble qui a eu lieu quatre siècles avant lui, entre Riwal le duc de Domnonée et son cousin Fracan. Il se réfère à des auteurs antérieurs qui en furent les témoins oculaires. Selon Guy de Sallier Dupin, un bidet ambleur existe donc en Bretagne avant toute influence arabe, dès le Ve siècle. Il a peut-être influencé le bidet normand, ou possède une origine commune avec lui.
Extérieurement, les bidets rappellent le cheval barbe, ce qui a conduit certains auteurs du XIXe siècle à supposer qu'ils « ont peut-être été croisés ». L'historien Guy de Sallier Dupin relève plusieurs mentions d'une origine arabe dans des travaux, mais aussi des oppositions, en particulier chez Éphrem Houël pour qui le bidet breton est une race autochtone dont l'apparence est simplement le résultat d'un mode de vie semi-sauvage, du sol et du climat. Une étude historique sur les paysans du Centre-Bretagne n'y révèle pas la présence de chevaux importés en nombre avant le XIXe siècle, hormis celle de neuf étalons arabes pris en Égypte par la famille de Rohan pendant les croisades, et ramenés en 1213 dans leur fief de Bretagne. Il est cependant possible que les bidets bretons élevés sur les terres de la famille de Rohan aient été croisés quelquefois avec des étalons orientaux. Guy de Sallier Dupin note une correspondance du XVe siècle, dans laquelle un Rohan gendre de François II traite avec les Turcs pour importer des chevaux, des faucons et des lévriers.

### Du Moyen Âge auXIXesiècle
Les bidets bretons sont recherchés historiquement pour leur amble, qu'ils connaissent naturellement ou qui leur est inculqué. Cette allure particulière les rend populaires au Moyen Âge.
Ils vivent à l'état sauvage ou semi-sauvage dans les forêts et sur la lande. D'après le commandant Antoine-Auguste Saint-Gal de Pons, les estampes de l'époque médiévale montrent des chevaux toisant de 1,36 m à 1,45 m, notamment dans les représentations du duc de Richemont. Une tradition invérifiable voudrait que plusieurs chevaux orientaux contemporains de Godolphin Arabian (1730), peut-être de race Barbe, aient influencé le cheptel de Bretagne dans la forêt de Lorge.
L'amélioration des routes en Bretagne au XVIIIe siècle pousse à modifier les bidets élevés sur le littoral, car ils sont jugés comme de mauvais chevaux. Cela les rend plus rapides et plus forts, mieux adaptés à la traction, et représente les prémices du développement du cheval de trait Breton. Les bidets véritables sont généralement décrits comme laids, petits et misérables, malgré leur force de travail. Après la Révolution, les haras nationaux se désintéressent des régions montagneuses de Bretagne intérieure où ils sont élevés, et n'y mettent aucun étalon importé à disposition : les grands chevaux amenés par les haras depuis le nord de l'Europe ne conviennent pas à la taille des « bidettes ». En 1756 déjà, un édit ordonnait aux éleveurs de tailler ou couper une oreille aux animaux de qualité supérieure, de manière à les différencier plus rapidement. De même, un ordre était donné en 1762 pour supprimer les étalons des cultivateurs locaux qui élèvent des bidets. De ce fait, beaucoup de chevaux furent castrés d'autorité.
L'animal a mauvaise réputation dans les mémoires de l'époque, bien que certains documents rapportent des croisements effectués avec des chevaux Barbe et un étalon Arabe, en 1785. En 1780, 12 bidets sont sélectionnés dans les arrondissements de Quimper et de Châteaulin, indiquant une sélection effectuée sur ces animaux dans l'indigénat. En 1819, les bidets font toujours la prospérité du pays, et leur nombre augmente, de même que leur taille, tandis que leur conformation s'améliore.

### Conflit entre les cultivateurs et les haras nationaux
Au début du XIXe siècle, les cultivateurs bretons possèdent toujours majoritairement des bidets. Beaucoup élèvent ces chevaux de taille réduite pour éviter de les voir réquisitionnés par l'armée, puisqu'une taille minimale est exigée. D'après l'anthropologue Philippe Lacombe, les haras nationaux se livrent à une entreprise de « nationalisation » et de « civilisation » des animaux et des hommes en s'acharnant contre l'élevage du bidet, qui subit une véritable « stigmatisation ». Le bidet breton, que l'administration française des haras décrie pour son manque d'élégance, incarne de leur point de vue la gaucherie paysanne. Yann Brekilien parle d'une « lutte impitoyable » pour imposer les normes au mépris des besoins réels des habitants de la Bretagne. Théophile de Pompéry est également critique, disant (en 1851) que le système des haras confond et détériore les races de chevaux par la négation de leurs particularités régionales.
Pour Guy de Sallier Dupin, l'action des haras est plus nuancée. Le bidet breton s'améliore réellement au cours du siècle, par croisements avec les bidets du Midi puis des chevaux Pur-sang et Arabe. La distribution de primes par le conseil général et les haras nationaux, récompensant les meilleurs éleveurs, permet l'émergence de pionniers qui élèvent des chevaux demi-sang, notamment à Corlay d'où naît le cheval de Corlay. L'officier des haras chargé de Langonnet entre 1837 et 1847, Éphrem Houël, rend compte de nombreux efforts pour forcer les cultivateurs à élever des animaux plus grands.

### Disparition

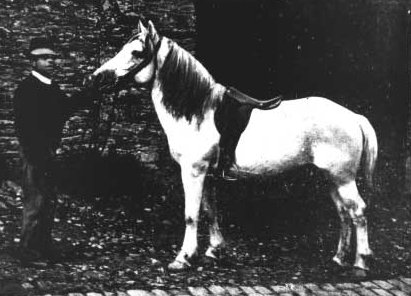
Bidet breton de selle, d'après une photographie publiée au début du XX.

Les avis divergent pour dater avec précision la disparition des bidets bretons. Les derniers bidets véritables disparaissent dans les années 1850 d'après Mikael Bodlore-Penlaez et Divi Kervella. Cependant, Martial Cornic témoigne en 1897 d'une distinction toujours bien visible entre la race de trait bretonne propre et le bidet. Au début du XXe siècle, selon René Musset et Camille Vallaux (1907), les bidets bretons « ne sont plus qu'un souvenir »,, tandis qu'un numéro du Journal d'agriculture pratique paru en 1910 parle d'un « plan pour enrayer la disparition du bidet breton ». D'autres sources, davantage grand public, datent leur disparition à la Première Guerre mondiale, en raison des demandes de l'armée française.
Plusieurs raisons sont citées pour expliquer cette disparition : la modernisation des transports, les croisements avec des chevaux de sang ou de trait, et l'influence des haras nationaux. Les témoignages de l'époque montrent que le bidet breton devient beaucoup moins recherché, du moins au centre de la Cornouaille et du Morbihan. L'état des voies de communication généralise l'usage de la traction hippomobile. Vers 1859, ces petits chevaux ne sont plus utilisés que dans leur pays de naissance, malgré leurs qualités de sobriété et de robustesse. Ils sont remplacés par les chevaux de trait bretons, venus du pays de Léon et du Trégor : « la transformation par croisements de l'ancien bidet breton a été décidée et hâtée par la construction des routes », selon Camille Vallaux. Les croisements avec des chevaux de sang entraînent aussi une évolution de la race « vers le sang ». Selon Yann Brekilien et Thierry Jigourel, c'est d'abord l'action des Haras nationaux contre l'élevage des bidets qui a pour conséquence directe la disparition de ce petit cheval dans toute la Bretagne, une analyse défendue avant eux par le directeur des archives du Finistère Jacques Charpy,.
Ainsi, l'action publique des haras a favorisé leur croisement, notamment avec des norfolks, mais aussi avec des étalons boulonnais, ardennais, percheron, etc.., faisant évoluer le bidet breton dans le courant du XIXe siècle vers le cheval de trait breton, plus grand.
D'après le professeur en histoire Bernard Denis, les bidets ont disparu sans donner de races, mais ils en ont influencé certaines. Le Centre-Montagne, également appelé le « petit trait Breton », est issu des zones montagneuses bretonnes où s'élevaient les bidets. Il constitue la plus petite variété de la race bretonne. Il est inclus en 1927 aux types reconnus de la race, avec le trait et le postier breton. Il toise alors environ 1,40 m. Il descendrait des bidets de montagne et aurait survécu « parce qu'il y a toujours eu des éleveurs pour monter à cheval, dans la montagne »,. Cependant, le Centre-Montagne disparaît à son tour dans les années 1980.

## Description

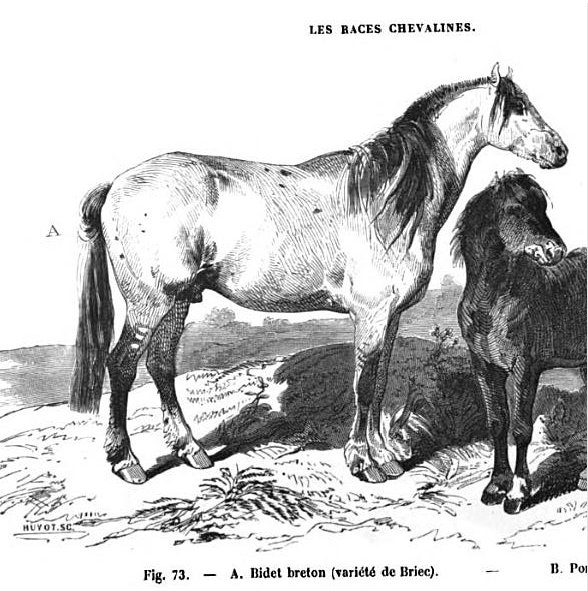
Bidet de Briec, d'après une gravure datée de 1861.

Le bidet breton est vraisemblablement un petit cheval de type primitif, comparable au poney Sorraia du Portugal et au Fjord de Norvège. Ces animaux sont peu homogènes. D'après Mikael Bodlore-Penlaez et Divi Kervella, il existe quatre types de bidets bretons. Le Bidet de Briec (Kezeg Kernev bidochenn), élevé en Cornouaille d'où son autre nom de « bidet de Cornouaille », a connu une très grande popularité. Le bidet des montagnes (Kezeg-menez) provient de l’est des Monts d'Arrée. Le bidet des landes (Kezeg-lann) est élevé à Loudéac, près de Rennes. Ils y incluent aussi le petit cheval d'Ouessant (Kezeg bihan Eusa), considéré différemment par d'autres auteurs. En Loire-Atlantique, un bidet des landes et des bois est décrit à la fin de l'Ancien Régime, près de Derval et de Blain.

### Taille
La taille est généralement réduite, soit de 1,30 m à 1,45 m en moyenne, certains chevaux étant encore plus petits. Cette taille a évolué avec le temps, car à la fin de l'Ancien régime, le bidet breton mesure 1,24 m à 1,30 selon les sources d'époque. En 1840, le comte Achille de Montendre évalue cette taille dans une fourchette de 1,35 m à 1,52 m, précisant que les plus grands sont rarement les meilleurs. Deux ans plus tard, Eugène Gayot évalue la taille moyenne des bidets entre 1,38 m et 1,40 m. Un bidet plus grand et plus fort est appelé « double-bidet ». Les pays montagneux donnent des bidets de 1,20 m à 1,40 m au plus. Le bidet de Derval et de Blain dépasse à peine 1,20 m, et le petit cheval d'Ouessant fait la taille d'un poney Shetland.

### Morphologie

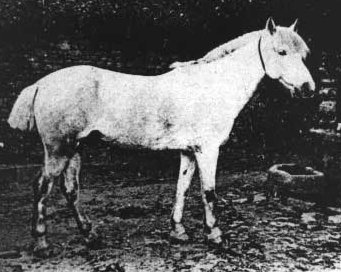
Marc'h Land, un bidet breton d'1.48 m, d'après une photographie du début du XX publiée dans la revue Sport universel illustré.

Tous les bidets sont des animaux frustes et sans élégance, minces et secs. Ils sont souvent chétifs et anguleux, dotés d'une morphologie courte et trapue. Les animaux des environs de Carhaix sont plus anguleux et un peu plus grands que ceux de Briec et de Châteauneuf. Les bidets de Briec présentent une encolure plus charnue et mieux plantée, une tête plus carrée et des côtes plus arrondies.

#### Tête
Si certains auteurs disent que la tête des bidets bretons est petite, d'autres la décrivent comme grosse et mal attachée, assez forte, carrée, dotée d'un nez camus, sèche et ordinairement plaquée,. Le front est large et plat, les ganaches sont ouvertes. L’œil est vif, mais celui des étalons tend à être caché sous l'épaisseur des paupières. Les naseaux sont bien ouverts, et les oreilles de petite taille, bien placées.

#### Corps
L'encolure est courte et forte, rouée ou droite, et assez mince. Elle présente souvent un « coup de hache » et des épis. Le garrot est rond, peu développé et peu saillant,. Les épaules sont sèches, le corps arrondi, ample, court et ramassé,. La poitrine est plus large que profonde. Le rein est droit et court. La croupe est bien charnue, arrondie et basse,, ou avalée / rabattue,. La queue est courte et attachée haut, bien détachée en mouvement.

#### Membres
Les membres sont forts et courts, secs, bien jointés, dotés de jarrets larges, plats et bien évidés. Les avant-bras sont longs, et les aplombs des membres antérieurs sont réputés « parfaits ». Les jarrets sont quelquefois clos (crochus), en particulier chez les chevaux de la montagne, dont la ligne du dessus rappelle celle du mulet. Les articulations sont bonnes. Les boulets sont très fournis de crins mais sans longs fanons (certains auteurs attestent l'absence totale de fanons). Les pieds sont très bien conformés, bien qu'il existe certains chevaux aux aplombs « panards » ou « crochards »,,.

### Robe
D'après la plupart des descriptions, la robe la plus courante est l'alezan, sous différentes nuances,,,. Les crins foncés (dans les tons rouges) sont privilégiés, car les chevaux aux crins lavés sont généralement castrés ; cependant, la présence effective de ces crins lavés est fréquente. On trouve aussi des sujets gris pommelé, aubères, isabelle ou gris souris, avec une raie de mulet et des zébrures sur les membres. Ces caractères primitifs, notamment la robe gris souris, sont partagés par d'anciennes races chevalines d'Europe. Les bidets des environs de Loudéac peuvent aussi être bais, ou plus rarement noirs.

### Tempérament, entretien et allures
Les bidets qui trottent ont des allures allongées et très vives. Ils travaillent jusqu'à un âge avancé, sans que leurs aplombs et leurs membres n'en souffrent, tout en se contentant de peu de nourriture, généralement un supplément d'ajonc pilé et très peu de foin l'hiver. Ils vivent à l'extérieur sur la lande, sans abri.

« Le bidet breton se satisfait de ce que dame Nature lui offre : un peu de foin, de lande pilée, exceptionnellement du son et quelques mesures d'avoine. Une merveille de cheval [...] »

— Alexandre Bouët
.
Cette sobriété aurait valu au bidet breton le surnom de « cosaque de la France » durant la campagne de Russie, mais Guy de Sallier Dupin remet la véracité de cette déclaration napoléonienne en doutes.
Le bidet de Derval est réputé être « d'une vigueur, d'une sobriété et d'une robustesse stupéfiantes ». Yann Brekilien témoigne aussi de qualités de rusticité, de docilité, de résistance et de courage hors du commun chez les bidets bretons. Les documents d'époque contiennent de très nombreux éloges de sa vigueur et de son endurance, évoquant des moyens « surprenants » en dépit de sa petite taille, une rusticité à toute épreuve, une endurance exceptionnelle et une aptitude à porter le poids de la traction. Un témoignage publié en presse en 1894 rapporte notamment qu'un bidet a parcouru quarante lieues en une journée, sans signes de fatigue.

## Utilisations

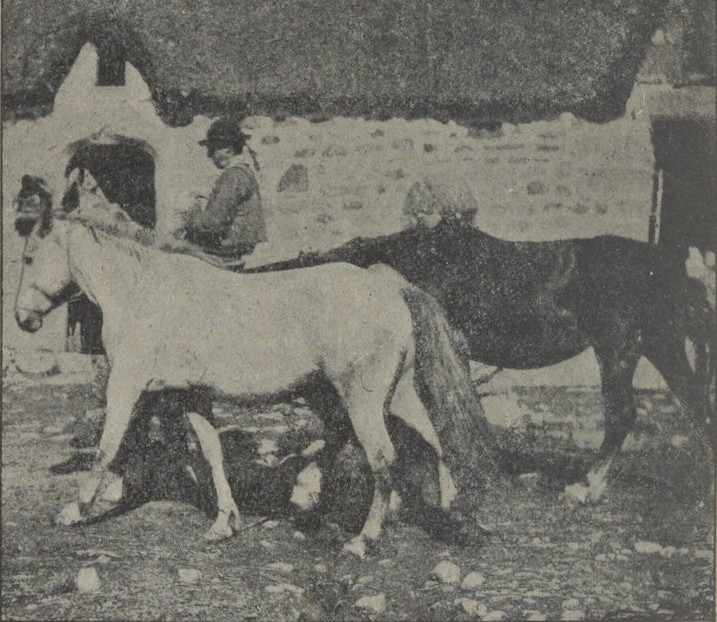
Bidets bretons dans Zootechnie. Races chevalines par Paul Diffloth, 1923.

Le bidet breton a connu de nombreuses utilisations comme cheval de bât, cheval de selle, et plus exceptionnellement cheval de course ou de traction.
Les bidets bretons furent utilisés dans les tranchées pendant la Première Guerre mondiale ; 50 000 d'entre eux y moururent.

### Bât et selle
Les bidets bretons sont essentiellement employés au travail, pour le portage de personnes ou de matériaux. Le bidet breton porte toutes sortes de charges en grain, farine, sel, charbon, lin, toiles ou tuiles d'ardoise. Les paysans emploient le « double-bidet » pour porter les sacs de farine sur les chemins difficiles. Au début du XIXe siècle, le bidet breton est, « en France, la monture de presque tous ceux que leur profession appelle à monter journellement à cheval ». D'après Éphrem Houël, il n'est pas rare de faire parcourir des distances de trente à quarante kilomètres à des bidets de train, à raison de « vingt-quatre kilomètres à l'heure ». Yann Brekilien, qui détient un diplôme de guide de tourisme équestre, estime que le bidet breton aurait fait une excellente monture pour le tourisme équestre en Bretagne, s'il avait survécu.

### Militaire
Le fait de savoir si les bidets bretons ont été intégrés ou non à l'armée napoléonienne fait débat. Des chevaux de Bretagne ont bien été réquisitionnés en nombre dans ce but, mais il ne s'agit vraisemblablement pas de bidets, trop petits pour cet usage. En 1812, le maire de Corlay observe que les chevaux de sa commune sont en dessous de la taille réglementaire pour les armées. Les chevaux de l'armée napoléonienne sont vraisemblablement des animaux métissés, imprégnés de sang Arabe et Pur-sang.

### Tirage
Les bidets ne sont pas adaptés au tirage ni au labour, travaux longtemps réservés aux bœufs. En 1825, certains maires signalent lors d'une enquête le manque d'aptitudes de ces petits chevaux pour le tirage. Exceptionnellement, il arrive toutefois d'en placer un parmi un attelage devant les bœufs, comme le signale Chabert dans le diocèse de Vannes.
Une anecdote est consignée en 1850. Un officier supérieur Anglais demande en urgence un transport entre Lannion et Morlaix en plein hiver. Il fait appel à un voiturier local, qui se présente avec une lourde voiture attelée d'un bidet chétif. L'Anglais refuse d'abord de monter, craignant pour sa sécurité sur le sol accidenté, enneigé et couvert de verglas. Mais l'attelage fait preuve d'une telle efficacité qu'il offre au conducteur 125 francs, soit cinq guinées, pour acheter quelques crins de son bidet. L'Anglais fait encadrer les crins aux côtés de ceux du Pur Sang Eclipse, en hommage au « plus courageux cheval qu'il ait rencontré ».

### Courses

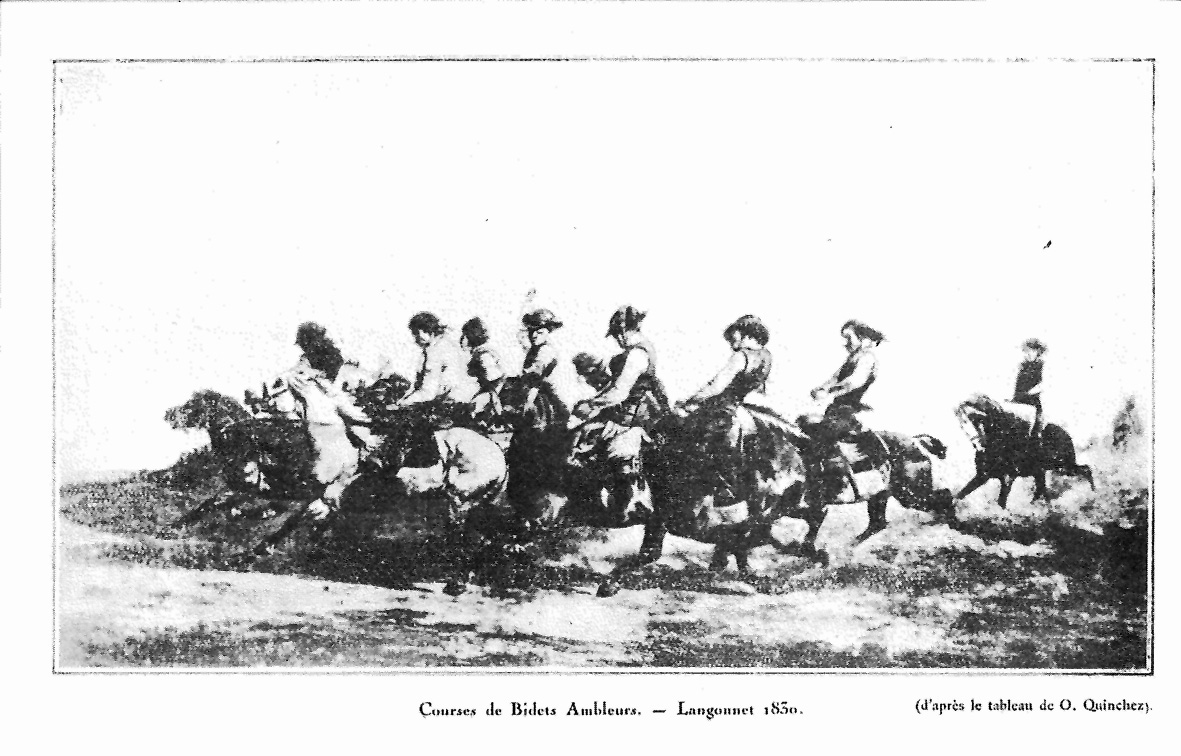
Course de bidets ambleurs à Langonnet en 1830.

À partir de 1806, des courses locales sont organisées dans le Morbihan. Les bidets participent un temps à ces épreuves en Bretagne. Ils se distinguent sur l'hippodrome de Saint-Brieuc en 1807. La tradition, bien documentée par les folkloristes du XIXe siècle, de la course « de clocher à clocher », voit des cavaliers s'affronter sur des bidets du pays. Ceux des montagnes bretonnes sont ambleurs. Les paysans bretons trouvent aussi de nombreuses occasions de faire se mesurer leurs chevaux lors de noces, de pardons ou à d'autres festivités. À Nantes en 1835, les bidets bretons et les Pur-sangs se partagent le champ de courses
Cependant, des légendes se mêlent aux faits historiques. Moggy, un « bidet de paysan », est réputé avoir battu à la course une jument Pur-sang entre Saint-Brieuc et Guingamp. L'étude critique de Sallier Dupin révèle que Moggy n'est pas un bidet breton de pure souche, puisqu'il est issu d'un cheval Arabe. La jument adverse n'était pas une Pur-sang, mais une jument de promenade à peine demi-sang.

## Diffusion de l'élevage
Les bidets bretons sont communs dans le sud et le centre de la Bretagne. Ils se trouvent dans les environs de Briec et de Carhaix, dans les vallées et sur le couchant des monts d'Arrée, et sur le littoral du Morbihan, généralement élevés par des paysans assez pauvres,. Dans les Côtes d'Armor, les bidets sont essentiellement élevés dans l'arrondissement de Loudéac près de Corlay, Gouarec, quelques communes autour de Mûr-de-Bretagne, dans le sud de l'arrondissement de Guingamp, à Saint-Nicolas-du-Pélem, Callac et Rostrenen. Cet élevage perdure sur des zones où la nature des pâturage ne permet pas de répondre aux besoins plus importants des chevaux de trait. Les fermes possèdent une ou deux juments. Le bidet de Briec se monnaie particulièrement cher au début du XIXe siècle, le prix d'un bon animal pouvant monter jusqu'à 800 francs.
Les bidets bretons ont été largement exportés. Au XVIIe siècle, des représentants de la race sont envoyés en Nouvelle-France (l'actuel Canada) à l'instigation du roi. La race du cheval canadien montre toujours cette influence. Au début du XXe siècle, des bidets sont envoyés en Cochinchine pour y être croisés avec les juments indigènes.
Un éleveur du Haut Corlay tente de faire revivre le bidet local en croisant des chevaux de trait bretons à des chevaux de sang. Un premier poulain a reçu l'approbation du stud-book du cheval Breton en 2010.

## Dans la culture
Le souvenir des bidets reste particulièrement présent. Un conte populaire collecté par Émile Souvestre, La Groac'h de l'île du Lok, parle d'un bâton qui se change en « bidet rouge de Saint-Thégonnec » avec une incantation :

« De saint Vouga, rappelle-toi !

Bidet de Léon, conduis-moi

Sur le sol, dans les airs, sur l'eau,

Partout où passer il me faut ! »

— Émile Souvestre, La Groac'h de l'île du Lok
La peintre Rosa Bonheur a réalisé quelques croquis de bidets bretons. La Bretagne célèbre régulièrement le souvenir de ces petits chevaux, qui font partie intégrante de l'histoire locale.